# Air Galicia
Air Galicia va ser un programa d'humor de TVG produït per Zopilote S.L i CTV, i creat per Carlos Ares, Xosé Castro i Andrés Mahía i que va començar a emetre’s el 2007.

## Característiques
Cada capítol durava trenta minuts en els que s'incloïen diferents esquetxos. El programa tractava tant la crítica social, la paròdia o l'humor polític.

## Intèrprets regulars
- Marián Bañobre - Xiana...

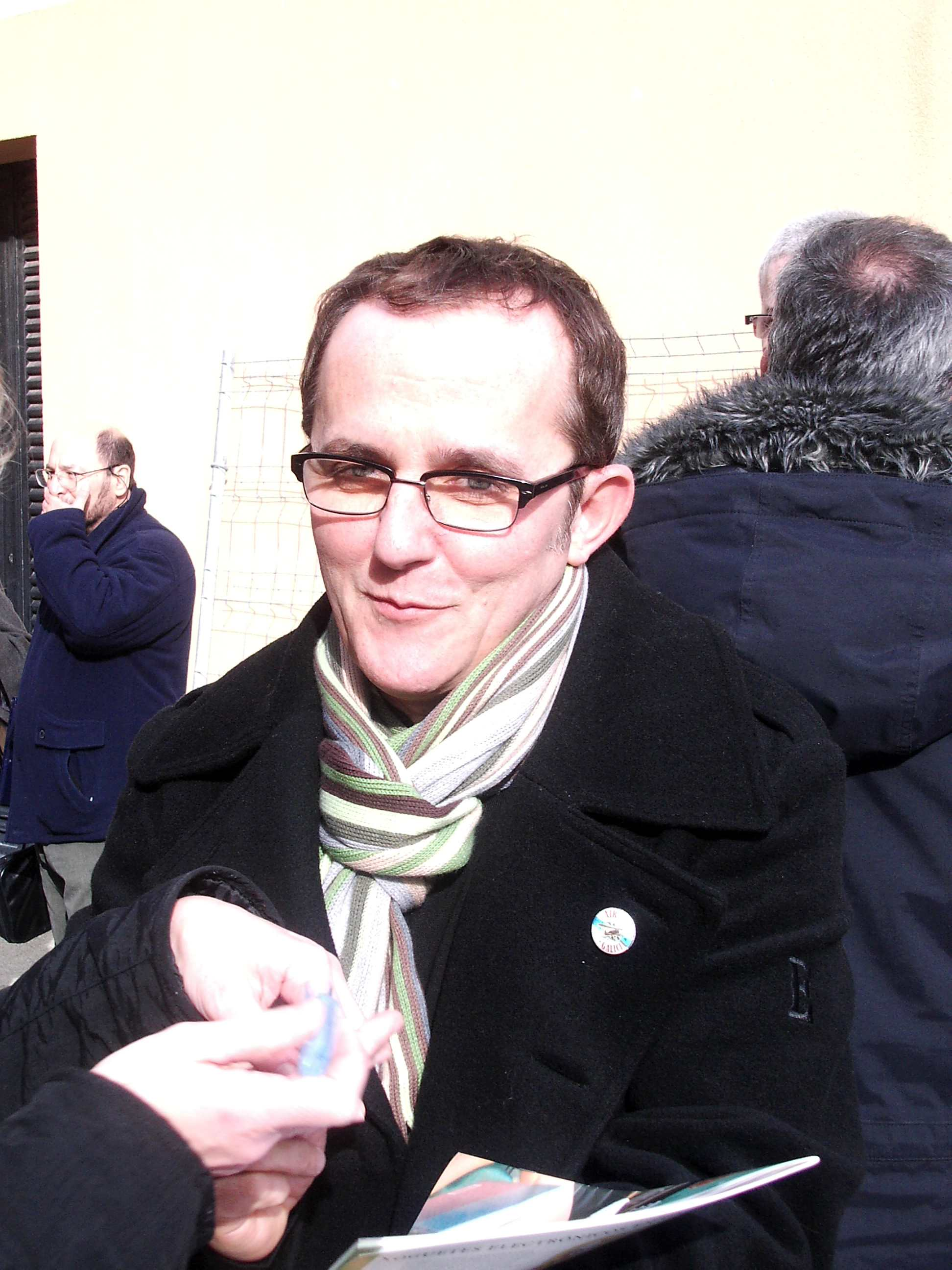
Morris fou un dels inèrprets habituals del programa.

- Evaristo Calvo - Matías, Stalin, Tonecho, Diego Velázquez
- Marcos Correa - Bin Laden, Padre Casares
- Antonio Durán "Morris" - Avogado, Castelao, Dr. Moreiras, Pol Pot, Arquebisbe Xelmírez
- Carlos Jiménez Díaz – Joan Carles I (veu), Veu en off (veu)
- Manuel Manquiña - Abellán, Lopo
- X.M. Olveira "Pico" - Censor, Francisco Franco
- Marcos Pereiro - Costoia, Fidel Castro, Gran Monchiño, Manuel Rivas, Saddam Hussein, Tucho, Froilán
- Federico Pérez - Amadora, José María Aznar, Miquelangelo Buonarotti, Benito Mussolini, Paco
- "Isi" - "Farruquito", Sigmund Freud, Hitler, Hortensia, Manuela Moscoso, Pablo Picasso, Víbora
- Isabel Risco - María Beatriz "Beti", Nena de L'exorcista
- Xosé Antonio Touriñán - Presentador de "Xoias do cinematógrafo"
- Patricia Vázquez - Diana de Gal·les, "Porcona", Rosalía de Castro

## Intèrprets ocasionals
- Carlos Ares
- Antón Cancelas - Narrador de "Lopo" (veu)
- Manuel Cortés
- Paco Lodeiro - Paco Lodeiro
- Víctor Mosqueira - Uxía
- Piti Sanz - Roi
- Os Tonechos - Os Tonechos

## Guardons i nomenaments
Premis Mestre Mateo
| Any  | Categoria                     | Receptor                                 | Resultat   |
| ---- | ----------------------------- | ---------------------------------------- | ---------- |
| 2007 | Millor sèrie de televisió     | Producións Zopilote e CTV                | Guanyadora |
| 2007 | Actor principal               | Federico Pérez                           | Nominat    |
| 2007 | Millor guió                   | Carlos Ares, Xosé Castro, Andrés Mahía   | Nominats   |
| 2007 | Millor maquillatge i pentinat | Carmen Porto, María Pérez, Jenyfer López | Nominades  |
| 2007 | Millor dissenyador vestuari   | Lola Dapena i Alicia Dapena              | Nominades  |
| 2007 | Millor música original        | Piti Sanz                                | Nominat    |

| Any  | Categoria                 | Receptor                                | Resultat |
| ---- | ------------------------- | --------------------------------------- | -------- |
| 2008 | Millor guió               | Carlos Ares, Xosé Castro i Andrés Mahía | Nominats |
| 2008 | Millor realitzador        | José Villaverde                         | Nominat  |
| 2008 | Millor sèrie de televisió | Producións Zopilote                     | Nominat  |